# Matthäus Kolweiß

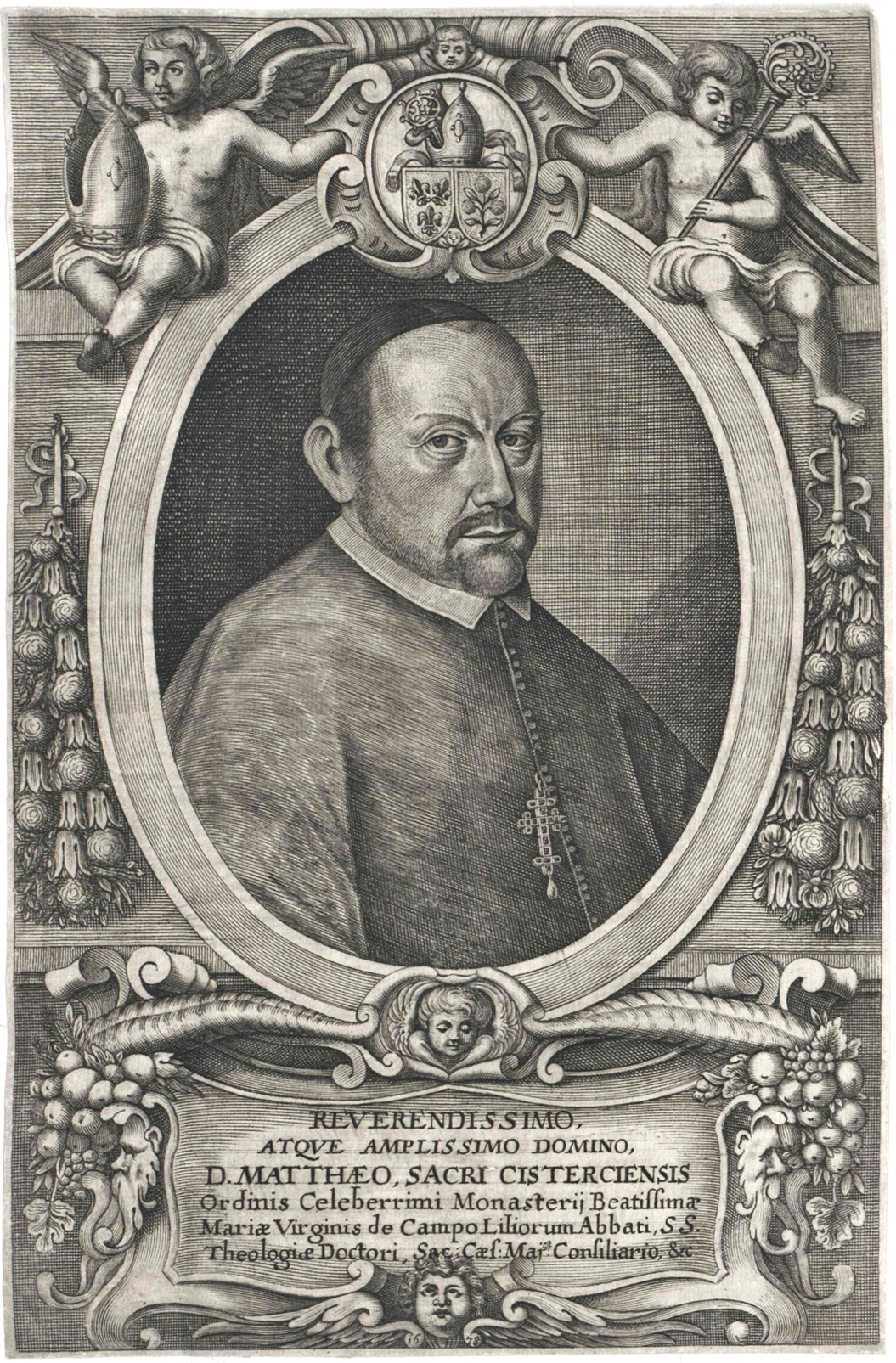
Abt Matthäus Kolweiß

Matthäus Kolweiß (* 25. Dezember 1620 in Judenburg; † 9. Februar 1695 in Lilienfeld) war ein römisch-katholischer Geistlicher, Zisterzienser, Abt von Stift Lilienfeld und Rektor der Universität Wien.

## Leben
Wenige Jahre nach dem Beginn seines Theologiestudiums in Wien (Österreich) machte Kolweiß 1640 seine Profess im Stift Lilienfeld. 1647 empfing er die Priesterweihe, 1649 promovierte er in Wien zum Doktor der Theologie. Er wirkte zunächst als Lehrer am Stiftsgymnasium und als Prediger in Lilienfeld. 1650 wählten ihn seine Mitbrüder vom Stift Lilienfeld zu ihrem Abt.
Unter Abt Matthäus Kolweiß wurde die Lilienfelder Josefibruderschaft gegründet (1653). Er ließ das Konventgebäude an der Ostseite des Stiftes Lilienfeld durch den Baumeister Domenico Sciassia errichten. Die Schlösser Bergau und Kreisbach stattete er mit Kapellen aus. In Lilienfeld-Stangenthal ließ er einen prächtigen barocken Kalvarienberg errichten. Als 1683 im Zuge der Türkenbelagerung Wiens auch in Lilienfeld und Umgebung Türken und Tataren plündernd umherzogen, leitete er von Stift Lilienfeld aus erfolgreich die Verteidigung Lilienfelds und der dort befindlichen Bevölkerung.
Abt Matthäus war von 1658 bis 1673 Generalvikar des Zisterzienserordens für Ober- und Niederösterreich. Er war Generalvikar des Zisterzienserordens für Steiermark, Kärnten und Krain von 1658 bis 1667. Als Generalvikar des Zisterzienserordens für Ungarn von 1659 bis 1673 und von 1680 bis 1695 bemühte er sich um die Wiederbelebung der alten ungarischen Zisterzienserabtei Zirc. Er errichtete die alte ungarische Zisterzienserabtei Klostermarienberg 1680 wieder und stellte sie in die Verantwortung von Stift Lilienfeld.
Abt Matthäus war von 1652 bis 1674 als Generalreformationskommissär ein bedeutender Vertreter in der Spätphase der österreichischen Gegenreformation. 1654 und 1670 war er Rektor der Universität Wien.
Abt Matthäus starb im 75. Lebensjahr. Sein Leichnam wurde in der Stiftskirche Lilienfeld bestattet.